# 1758 en musique classique
| \| • Retour à la chronologie générale de la musique classique • \| |
| Grèce • Rome • Haut Moyen Âge • VIIIe siècle • IXe siècle • Xe siècle • XIe siècle XIIe siècle • XIIIe siècle • XIVe siècle • XVe siècle • XVIe siècle • XVIIe siècle XVIIIe siècle • XIXe siècle • XXe siècle • XXIe siècle |
| • Retour à la chronologie générale de la musique classique • |

| Années en musique classique : 1755 - 1756 - 1757 - 1758 - 1759 - 1760 - 1761    |
| Décennies en musique classique : 1720 - 1730 - 1740 - 1750 - 1760 - 1770 - 1780 |

## Événements
- 8 janvier : Création de l'opéra-comique La Fausse Esclave de Christoph Willibald Gluck au Burgtheater de Vienne.
- 21 janvier : Création de l'opéra Alexandre aux Indes de Niccolò Piccinni à Rome.
- 4 mars : Création de l'opéra-comique La Fille mal gardée d'Egidio Duni par le Théâtre italien de Paris.

## Naissances

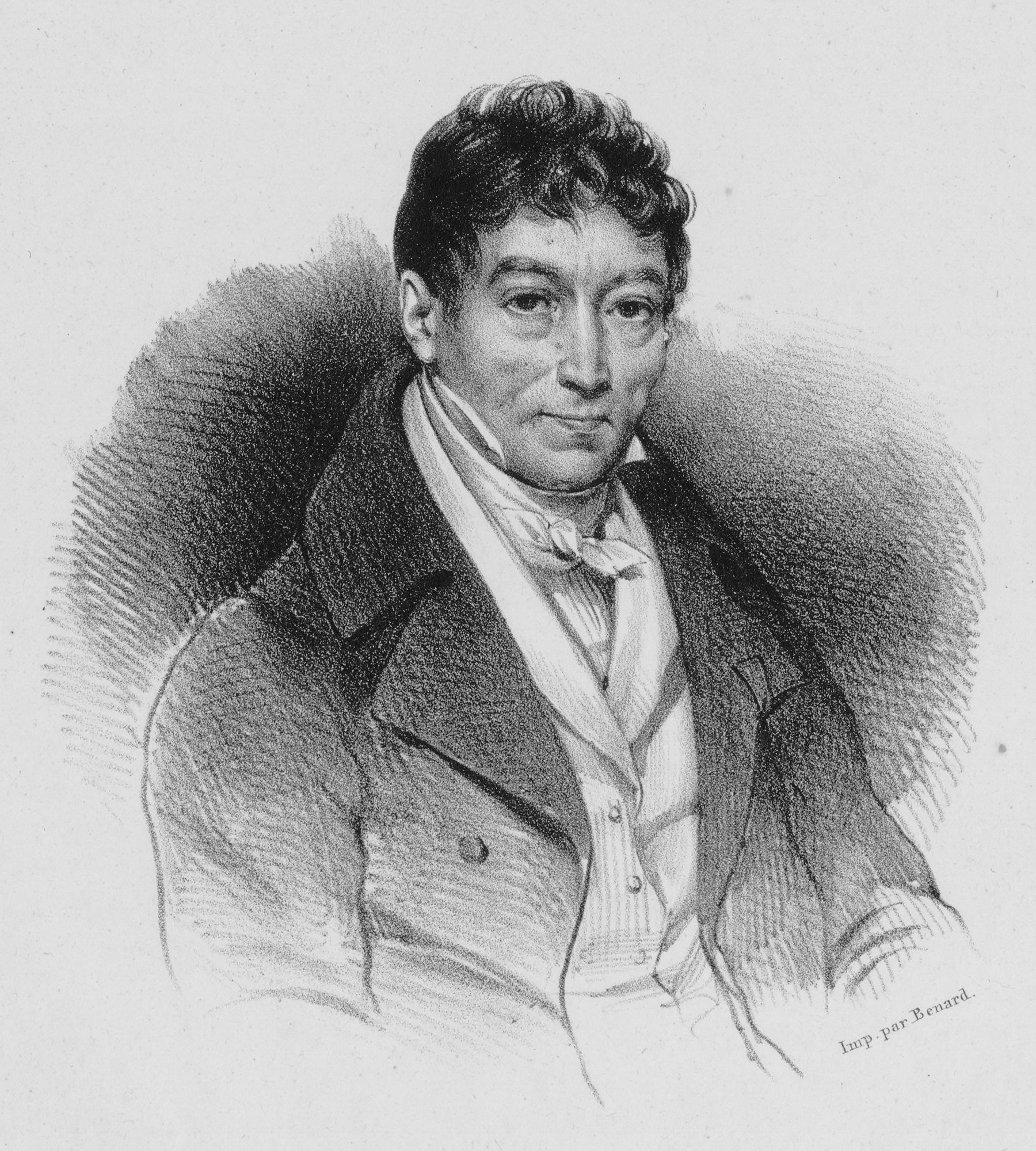
Louis Adam

- 7 février : Benedikt Schack, compositeur, ténor et instrumentiste autrichien († 10 décembre 1826).
- 24 avril : Frédéric Blasius, violoniste, clarinettiste, chef d'orchestre et compositeur français († 1829).
- 16 mai : Duquesnoy, chanteur et compositeur français († 9 mai 1822).
- 25 août : Franz Teyber, compositeur, organiste et Kapellmeister autrichien († 21 octobre 1810).
- 25 septembre : Josepha Barbara Auernhammer, pianiste et compositrice autrichienne († 30 janvier 1820).
- 3 décembre :
  - Louis Adam, pianiste français († 8 avril 1848).
  - Josef Gelinek, théologien, compositeur et pianiste autrichien († 13 avril 1825).
  - Marie-Louise Marcadet, chanteuse d’opéra suédoise († 1804).
- 11 décembre : Carl Friedrich Zelter compositeur, chef d'orchestre, théoricien et pédagogue allemand († 15 mai 1832).
- 20 décembre : Othon Vandenbroek, corniste et compositeur flamand († 18 octobre 1832).

Date indéterminée
- Nicolas-Julien Forgeot, librettiste, homme de lettres et dramaturge français († 4 avril 1798).
- François Lay, chanteur classique († 10 mars 1831).
- Bernardo Porta, compositeur d'opéra italien († 11 juin 1829).
- Josepha Weber, soprano allemande († 29 décembre 1819).

## Décès
- 28 mars : Matteo Palotta, compositeur italien (° 1688).
- 30 avril : François d'Agincourt, compositeur et claveciniste français (° 1684).
- 20 novembre : Johan Helmich Roman, compositeur, chef d'orchestre, violoniste, hautboïste suédois (° 26 octobre 1694).
- 5 décembre : Johann Friedrich Fasch, compositeur, violoniste et organiste allemand (° 15 avril 1688).